# 미즈타니 유타카
미즈타니 유타카(일본어: 水谷 豊, 1952년 7월 14일 ~ )는 일본의 배우이자 가수이다. 홋카이도 아시베쓰시에서 태어났다. 대표작으로는 드라마 《열중시대 시리즈》 (1978년 ~ 1981년)와 《파트너 시리즈》 (2000년 ~ ) 등이 있다.

## TV 출연
- 태양에 짖어라
- 파트너 (드라마)

## 애니메이션
- 도라에몽